# Frente de Acción Popular Unificada
El Frente de Acción Popular Unificada (conocido como "FAPU") fue el frente de masas salvadoreño del Partido de la Resistencia Nacional (PRN). Siguiendo la tradición leninista de organización: partido clandestino, brazo armado y frente de masas, el FAPU ejerció mucha influencia en las luchas urbanas de los obreros, estudiantes, maestros y sectores comunales desde 1974 hasta la década de 1980. El FAPU, movilizó a miles de simpatizantes, militantes, y colaboradores que luchaban por sus reivindicaciones justas sean estas sociales, económicas y políticas.
El FAPU consideraba que las elecciones siempre fueron una burla para el pueblo Salvadoreño, ya que la oligarquía siempre decidía quien sería el presidente. Por lo tanto, el FAPU y la RN-FARN sostenían que la insurrección era tarea de todos los sectores afectados por el gobierno de la época.
- Datos: Q7884944